# Синячиха (станция)
Синячи́ха — станция Свердловской железной дороги, находится на 232 километре однопутной неэлектрифицированной линии Серов – Алапаевск в посёлке Синячиха Алапаевского района Свердловской области. Входит в Екатеринбургский центр организации работы железнодорожных станций ДЦС-2 Свердловской дирекции управления движением. По характеру работы является промежуточной, по объёму работы отнесена к 5 классу.
Станция расположена в 10 километрах к северу от города Алапаевска, вблизи села Нижняя Синячиха и посёлка Верхняя Синячиха, на расстоянии примерно 5 километров от каждого.
На станции имеется деревянное здание вокзала, и открытая грузовая площадка. Пассажирская платформа — одна боковая у 1-го станционного пути, ближайшего к зданию вокзала. 
К станции примыкают подъездные пути необщего пользования: ЗАО «Росметимпекс» и Верхнесинячихинского металлургического завода (ООО «Нигмас»).

## Пригородное сообщение
По состоянию на 2016 год на станции останавливаются пригородные поезда, следующие из Алапаевска до станций: Предтурье и Сосьва-Новая (по 1 паре ежедневно) и до станции Новая Заря (1 пара 3 раза в неделю).